# Ханти-Мансійський район
Ха́нти-Мансі́йський райо́н (рос. Ханты-Мансийский район) — адміністративна одиниця Ханти-Мансійського автономного округу Російської Федерації.
Адміністративний центр — місто Ханти-Мансійськ, яке не входить до складу району.

## Населення
Населення району становить 20043 особи (2018; 19362 у 2010, 17015 у 2002).

## Адміністративно-територіальний поділ
На території району 12 сільських поселень:
| Поселення                                      | Площа, км² | Населення, осіб (2002) | Населення, осіб (2010) | Населення, осіб (2017) | Центр            | Населені пункти |
| ---------------------------------------------- | ---------- | ---------------------- | ---------------------- | ---------------------- | ---------------- | --------------- |
| Викатне сільське поселення                     | -          | 783                    | 1004                   | 976                    | Викатний         | 2               |
| Горноправдинське сільське поселення            | -          | 5542                   | 5352                   | 5024                   | Горноправдинськ  | 3               |
| Кедровське сільське поселення                  | -          | 1482                   | 1413                   | 1265                   | Кедровий         | 2               |
| Красноленінське сільське поселення             | -          | 808                    | 919                    | 865                    | Красноленінський | 2               |
| Кишиківське сільське поселення                 | -          | 753                    | 806                    | 844                    | Кишик            | 1               |
| Луговське сільське поселення                   | -          | 3034                   | 3212                   | 3195                   | Луговський       | 5               |
| Нялінське сільське поселення                   | -          | 1028                   | 916                    | 857                    | Нялінське        | 4               |
| Селіяровське сільське поселення                | -          | 430                    | 1894                   | 1997                   | Селіярово        | 1               |
| Сибірське сільське поселення                   | -          | 1153                   | 1757                   | 1939                   | Сибірський       | 3               |
| Согомське сільське поселення                   | -          | 255                    | 306                    | 282                    | Согом            | 1               |
| Цінгалинське сільське поселення                | -          | 875                    | 776                    | 750                    | Цінгали          | 2               |
| Шапшинське сільське поселення                  | -          | 864                    | 1005                   | 1684                   | Шапша            | 3               |
| Міжселенна територія Ханти-Мансійського району | -          | 8                      | 2                      | 2                      | -                | 1               |

## Найбільші населені пункти
| № | Населений пункт | Населення, осіб (2002) | Населення, осіб (2010) |
| - | --------------- | ---------------------- | ---------------------- |
| 1 | Горноправдинськ | 4 951                  | 4 844                  |
| 2 | Селіярово       | 430                    | 1 894                  |
| 3 | Луговський      | 1 608                  | 1 599                  |